# Hibbertia acaulothrix
Hibbertia acaulothrix är en tvåhjärtbladig växtart som beskrevs av Toelken. Hibbertia acaulothrix ingår i släktet Hibbertia och familjen Dilleniaceae. Inga underarter finns listade i Catalogue of Life.